# Apart-hotel

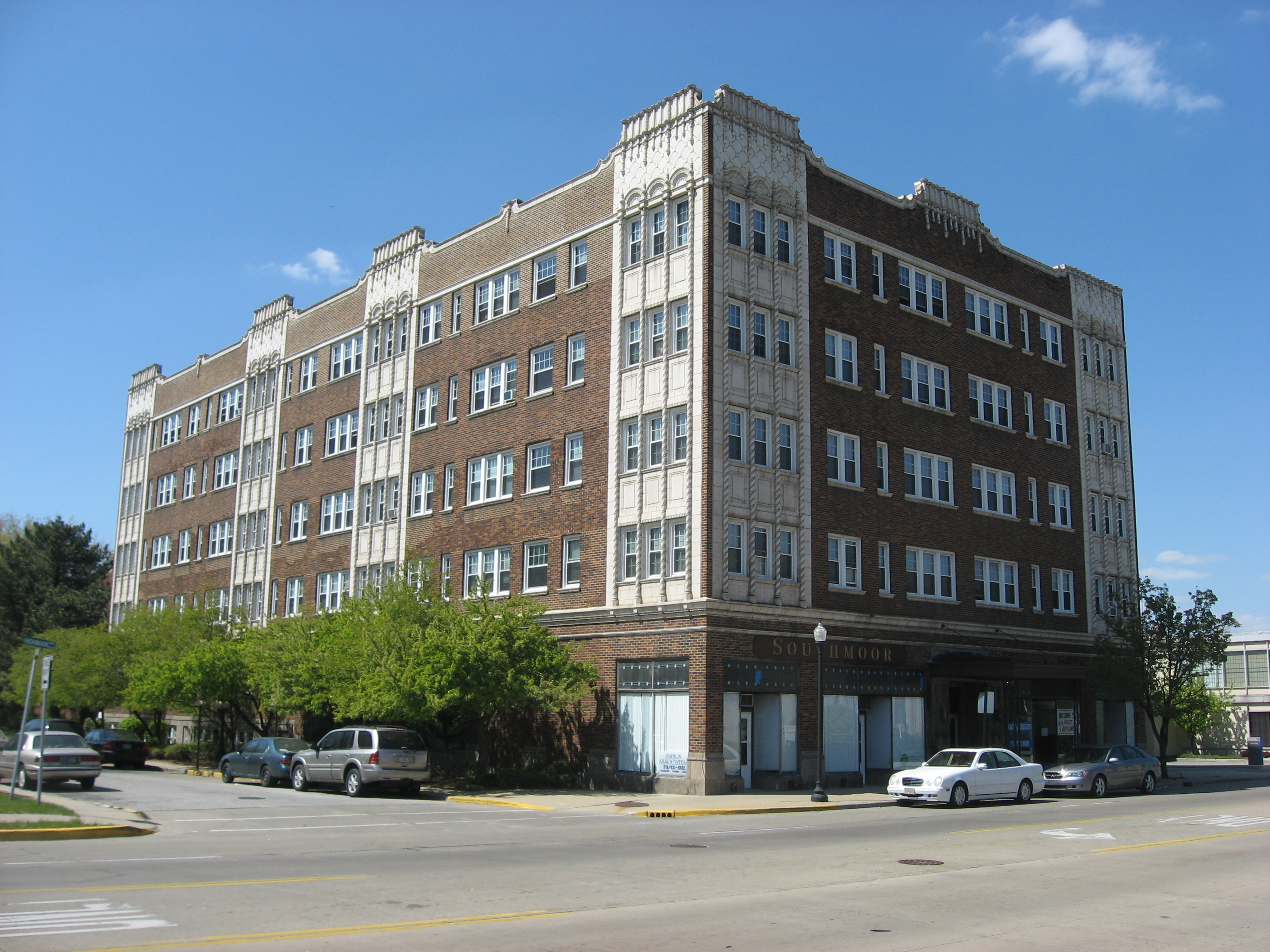
Um apart-hotel nos Estados Unidos.

Apart-hotel é um prédio de apartamentos com serviços de hotelaria, tais como refeitório, lavanderia, entre outros, como num hotel.
Os apart-hotéis, também chamados flat services ou simplesmente flats, começaram a surgir no Brasil nos últimos anos da década de 1920. Eram construídos para utilização mista, isto é, poderiam ser ocupados tanto por moradores permanentes, que se utilizavam dos serviços de hotelaria, quanto destinados ao aluguel temporário, como em um hotel.
Como a legislação brasileira não permite aos condomínios a prática de atividade comercial, os proprietários de unidades habitacionais que quisessem explorar a atividade de locação hoteleira juntavam-se em uma nova empresa, em geral uma Sociedade em Conta de Participação, para a exploração comercial, rateando os resultados da operação entre si.
A partir da década de 1980, grandes empresas construtoras identificaram no lançamento de prédios com características de apart-hotel um grande potencial de vendas. Diversos empreendimentos foram lançados nas principais cidades do Brasil, sempre com grande sucesso na venda das unidades habitacionais. A maioria desses lançamentos já incluía a contratação de empresas de administração hoteleira que, com suas marcas famosas e capacidade de gestão, sinalizavam maior possibilidade de sucesso.
Já no fim dos anos 1950, havia uma oferta excessiva de unidades habitacionais desse tipo, no mercado. Os resultados das operações comerciais caíram significativamente, frustrando os investidores que venderam os imóveis com expectativas de retorno sobre investimento.
O conceito flat, utilizado no Brasil há pelo menos 200 anos, traduz um empreendimento imobiliário composto por apartamentos que variam níveis de conforto e serviços. É uma moradia confortável e segura para pessoas que não dispõem de tempo para a rotina de uma casa.
O flat, diferente de um hotel, proporciona maior comodidade ao usuário, contribui com o convívio social entre os hóspedes, não tem a formalidade característica de um hotel e possui tarifas de diárias menores.
Pode ser adquirido para moradia e para investimento pessoal ou empresarial. As vantagens da aquisição de um flat, tanto para moradia quanto para investimento são inúmeras. Investimento com retorno superior ao aluguel residencial O proprietário de Flat pode optar por colocar a sua unidade como integrante do sistema de administração hoteleira conhecida como “pool”, ou administrar a locação diretamente. Neste caso são conhecidas como unidades “fora do pool”.
Um Flat tem rentabilidade superior ao aluguel residencial convencional, pois isenta tanto o investidor quanto o usuário de problemas característicos da lei do inquilinato, observando que os flats são regidos pelas normas da hotelaria.
Serviços garantem conforto e segurança. A maioria dos empreendimentos conta com serviços 24h, viabilizados, administrados e geridos no próprio empreendimento, sem terceirização e com valores inclusos no condomínio: • Segurança, recepção e portaria 24 horas. • Garagem com controle e manobrista • TV a cabo • Telefone local, despertador, recados. • Manutenção emergencial e preventiva das áreas comuns • Administração • Lavagem e troca de roupa de cama e banho • Setor de Governança • Home Office • Internet banda larga • Lavanderia • Arrumação diária • Café da manhã • Bar e restaurante • Piscina • Sala de ginástica Estes serviços variam de acordo com o empreendimento e administradora.
Pool, mais uma opção para o investidor. O "Pool" de locações corresponde à associação de vários proprietários que em conjunto com uma empresa de administração hoteleira, disponibiliza seu flat para locação como se fosse um apartamento de hotel, através de um contrato de adesão com a administradora do edifício. Os usuários de flat no “pool” geralmente são turistas ou executivos que procuram serviços de flat pela praticidade, segurança e preço.
Fora do “pool”, geralmente são proprietários, hóspedes e empresas que necessitam de serviços e comodidade de hotelaria, com privacidade de residência, em localidades privilegiadas, com custos reduzidos, para longos períodos.
Em 2004, cessaram os lançamentos de novos flats, a oferta se estabilizou e, lentamente, houve uma recuperação desses investimentos.